# Otto Herschmann
Otto Herschmann (Vienna, 4 gennaio 1877 – Sobibór, 17 giugno 1942) è stato uno schermidore e nuotatore austriaco di origine ebraica, vittima dell'Olocausto.

## Biografia
Herschmann venne arrestato a Vienna dai nazisti, e deportato il 14 gennaio 1942 nel campo di sterminio di Sobibór. Morì nel ghetto di Izbica, nella Polonia occupata dai tedeschi, l'anno successivo.
Herschmann, che era ebreo, è membro della International Jewish Sports Hall of Fame.

## Carriera
Partecipò alle gare di nuoto della I Olimpiade di Atene del 1896 e vinse una medaglia d'argento, nei 100 metri stile libero, con un tempo di 1'22"8, a soli sei decimi dal vincitore Alfréd Hajós.
Nel 1906, prese parte ai giochi olimpici intermedi, gareggiando nella sciabola individuale, senza tuttavia vincere.
Partecipò alle gare di scherma della V Olimpiade di Stoccolma del 1912 e vinse una medaglia d'argento, nella sciabola a squadre. In quel periodo, ricopriva anche la carica di presidente del comitato olimpico austriaco. Herschmann è uno dei tre atleti che sono riusciti a vincere due medaglie in sport differenti.

## Palmarès
In carriera ha conseguito i seguenti risultati:
- Giochi olimpici

Atene 1896: argento nei 100m stile libero.
Stoccolma 1912: argento nella sciabola a squadre.